# Moshe Arens
Moshe Arens in ebraico משה ארנס‎?, (Kaunas, 27 dicembre 1925 – Savyon, 7 gennaio 2019) è stato un ingegnere, diplomatico e politico israeliano.
È stato membro del Knesset dal 1973 al 1992 e di nuovo dal 1999 al 2003, è stato Ministro della difesa tre volte e una Ministro degli affari esteri. Arens ha anche servito nell'Ambasciata Israeliana negli Stati Uniti ed è stato professore al Technion ad Haifa.

## Biografia
Nato in Lituania, emigrò negli Stati Uniti con la sua famiglia nel 1939 e divenne cittadino americano. Da giovane, divenne leader del movimento giovanile Betar. Studiò ingegneria al Massachusetts Institute of Technology ed ingegneria aeronautica al California Institute of Technology. Durante la Seconda Guerra Mondiale, Arens servì nello United States Army Corps of Engineers. All'indipendenza israeliana nel 1948, Arens fece aliyah e si unì all'Irgun. Più tardi fu membro fondatore dell'Herut.
Tra il 1957 e il 1962 fu professore di aeronautica al Technion. Dal 1962 al 1971 fu Deputato Direttore Generale alle Industrie Aeree Israeliane, e vinse il Premio Israeliano per la Difesa nel 1971. Dopo la Guerra del Kippur entrò in politica e fu eletto al Knesset come membro del Likud alle elezioni del 1973. Dopo essere stato rieletto alle elezioni del 1977, divenne Ministro degli affari esteri e Ministro della difesa.
Fu rieletto nel 1981, ma diede le dimissioni dal Knesset il 19 gennaio 1982, quando divenne ambasciatore negli Stati Uniti. Ritornò in Israele in febbraio 1983, dopo essere stato nominato Ministro della Difesa al posto di Ariel Sharon, forzato ad andarsene dal rapporto della Commissione Kahan sul massacro di Sabra e Shatila.
Fu rieletto nel 1984, ma divenne solo Ministro senza portafoglio. Dopo un'altra rielezione nel 1988 divenne ministro degli Affari Esteri, e nel 1990 ritornò alla Difesa.
Dopo la sconfitta del Likud alle elezioni del 1992, Arens si ritirò dalla politica. Nonostante ciò, ritornò nel 1999 per sfidare Benjamin Netanyahu alla guida del Likud. Anche se fallì la sfida, vincendo solo il 18% dei voti, Netanyahu lo fece Ministro della Difesa al posto di Yitzhak Mordechai, che aveva lasciato il Likud per il Partito del Centro.
Anche se Arens ritornò al Knesset dopo il 1999, il Likud perse le elezioni e lui lasciò il Gabinetto. Perse il proprio posto per l'ultima volta nel 2003.
Oggi Arens lavora al Centro per la Samaria dell'Università Ariel e scrive per Haaretz.
Da quando si è ritirato dalla politica, ha anche dedicato considerevoli sforzi alla ricerca e commemorazione della storia dell'Unione Militare Ebrea (ŻZW), che combatté al fianco della più nota Organizzazione Combattente Ebrea (ŻOB) nella Rivolta del ghetto di Varsavia. In parte grazie al suo intervento con Lech Kaczyński, una piazza a Varsavia è stata intitolata a Dawid Moryc Apfelbaum. In quel momento, Arens descrisse Apfelbaum come uno dei leader del Movimento di Revisione Sionista nel ghetto e scrisse che "aveva già organizzato la prima acquisizione di armi per il ŻZW alla fine del 1939."
Arens è autore di un certo numero di articoli sulla rivolta e di un libro, Flags over the Ghetto, scritto in ebraico, polacco ed inglese. Gli storici, tuttavia, hanno contestato la sua metodologia e le sue conclusioni.